# Willow (jeu vidéo, NES)
Pour le jeu de plates-formes, voir Willow (jeu d'arcade).
Willow est un jeu vidéo de type action-RPG développé et édité par Capcom en 1989 sur Nintendo. C'est un dérivé du film américain Willow sorti en 1988 au cinéma. 